# پارک ملی دیندر
پارک ملی دیندر (به عربی: حظیرة الدندر) یک پارک ملی در سودان است.